# Самюэль, Пьер
Пьер Самюэ́ль (фр. Pierre Samuel; 12 сентября 1921, Париж, Франция — 23 августа 2009, там же) — французский математик, член группы Николя Бурбаки.
Окончил знаменитую Высшую нормальную школу, затем обучался в Принстонском университете в США, где под руководством О. Зарисского защитил в 1947 году диссертацию.
Основные работы в области коммутативной алгебры, а также в её приложениях к теории чисел и алгебраической геометрии.
Также важен его вклад в область педагогики — книга Зарисского и Самюэля «Коммутативная алгебра» стала классической и до сих пор (2009) имеет огромное значение.
Самюэль также известен своей общественной деятельностью, особенно в области экологии. В 1970 году основал вместе с А. Гротендиком и К. Шевалле экологическое общество Survivre et vivre.

## Книги на русском языке
- Зарисский О., Самюэль П. Коммутативная алгебра. — М.: ИЛ, 1963. — Т. 1.
- Зарисский О., Самюэль П. Коммутативная алгебра. — М.: ИЛ, 1963. — Т. 2.